# Aidy Boothroyd
Adrian Neil Boothroyd (Baildon, 8 febbraio 1971) è un allenatore di calcio ed ex calciatore inglese, di ruolo difensore.

## Carriera

### Allenatore
Dopo aver guidato la nazionale Under-20 inglese, ai primi di febbraio 2017 è stato nominato alla guida della nazionale Under-21 inglese.

## Statistiche

### Nazionale inglese Under-21
Statistiche aggiornate al 19 giugno 2019.
| 2016                    | Inghilterra U-21        | Qual. Euro U-21 2017    | Subentrato,1º nel Gruppo 9, qualificato | 1  | 1  | 0 | 0 | 100,00& | 2  | 0  | +2  |
| giu. 2017               | Inghilterra U-21        | Euro U-21 2017          | Semifinale                              | 4  | 2  | 2 | 0 | 50,00   | 7  | 3  | +4  |
| 2018                    | Inghilterra U-21        | Qual. Euro U-21 2019    | 1º nel Gruppo 4, qualificato            | 5  | 4  | 1 | 0 | 80,00   | 10 | 2  | +8  |
| 2019                    | Inghilterra U-21        | Qual. Euro U-21 2019    | 1º nel Gruppo 4, qualificato            | 5  | 4  | 1 | 0 | 80,00   | 13 | 2  | +11 |
| giu. 2019               | Inghilterra U-21        | Euro U-21 2019          | 3º nel Girone C                         | 3  | 0  | 1 | 2 | &0,00   | 6  | 9  | -3  |
| 2019                    | Inghilterra U-21        | Qual. Euro U-21 2021    | 1º nel Gruppo 3, qualificato            | 4  | 4  | 0 | 0 | 100,00& | 13 | 3  | +10 |
| 2020                    | Inghilterra U-21        | Qual. Euro U-21 2021    | 1º nel Gruppo 3, qualificato            | 6  | 5  | 1 | 0 | 83,33   | 21 | 6  | +15 |
| mar. 2021               | Inghilterra U-21        | Euro U-21 2021          | 4º nel Girone D                         | 3  | 1  | 0 | 2 | 33,33   | 2  | 4  | -2  |
| Dal 2016                | Inghilterra U-21        | Amichevoli              |                                         | 0  | 0  | 0 | 0 | —       | 0  | 0  | 0   |
| Totale Inghilterra U-21 | Totale Inghilterra U-21 | Totale Inghilterra U-21 | Totale Inghilterra U-21                 | 31 | 21 | 6 | 4 | 67,74   | 74 | 29 | +45 |